# منخیبار

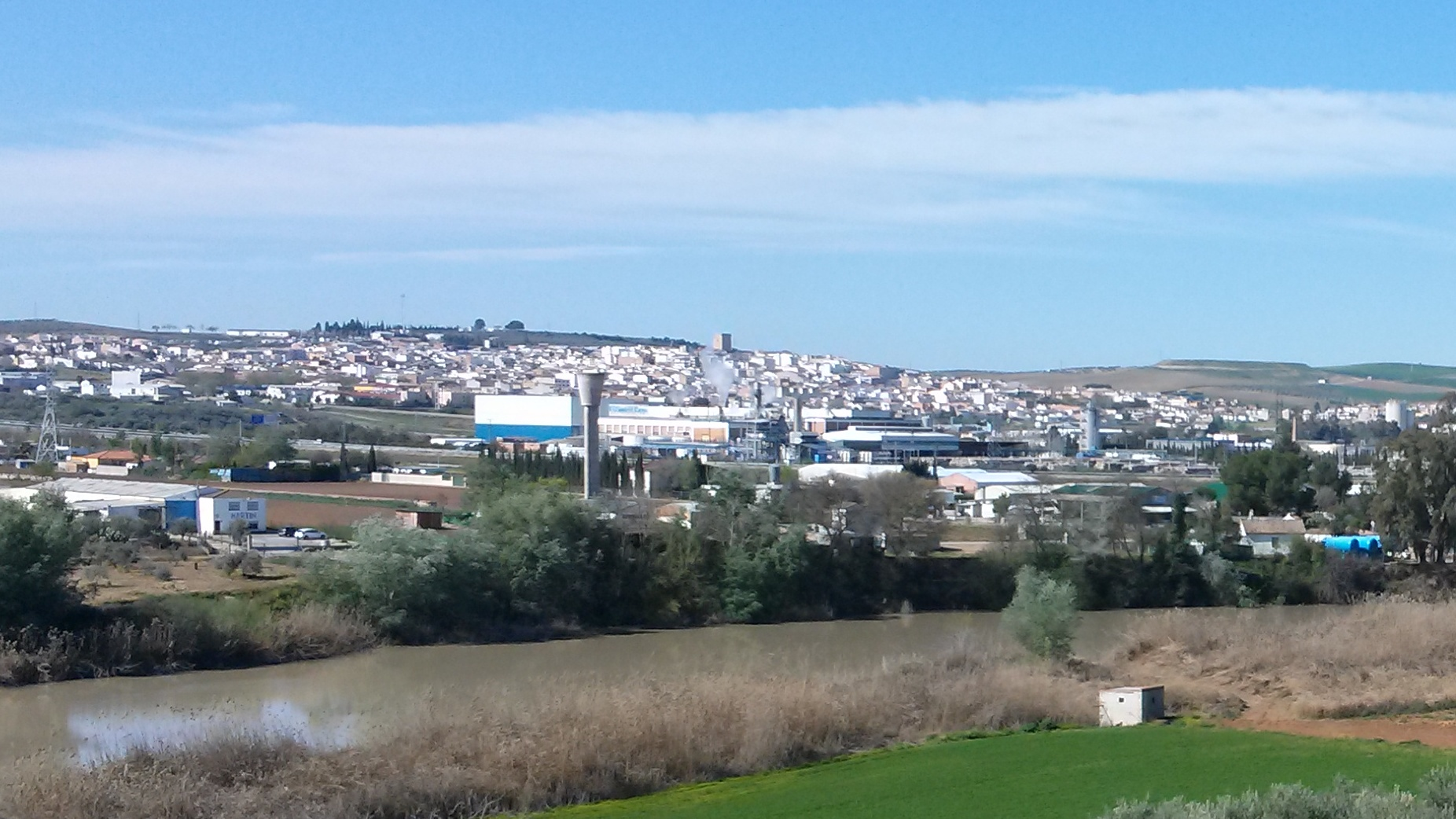
مِنخیبار

مِنخیبار (به اسپانیایی: Mengíbar) یکی از دهستان‌های استان خائن در کشور اسپانیا است. این شهر با مساحت ۶۲ کیلومتر مربع، ۹۹۰۸ تن جمعیت دارد.